# Gotham Roller Derby
Les Gotham Roller Derby (GRD) sont une « ligue » (club sportif) féminine de roller derby sur piste plate basée à New York. Fondée fin 2003, les Gotham Girls Roller Derby sont la première « ligue » de roller derby sur piste plate de la zone métropolitaine de New York. Les GGRD font partie des membres fondateurs de la Women's Flat Track Derby Association (WFTDA), créée en novembre 2005.
Les GGRD organisent des compétitions entre les différentes équipes du club, tout en participant au championnat interclubs de la WFTDA. Le club est composé de quatre équipes qui jouent entre elles à domicile et parfois en concurrence avec les autres équipes membres des clubs de la WFTDA. Le club possède également des équipes de la compétition interclubs, les Wall Street Traitors et les Gotham Girls All-Stars, qui regroupent les meilleures patineuses des quatre équipes à domicile du club. Les Gotham Girls All-Stars représentent le club dans les compétitions interclubs qui comptent pour le classement national de la WFTDA.
Les Gotham Girls Roller Derby sont constituées en association à but non lucratif. L'IRS a reconnu les Gotham Girls Roller Derby comme assujetties au 501c3 (la charité publique exonérée d'impôt en septembre 2008).

## Les équipes
Chaque joueuse des Gotham Girls Roller Derby joue pour une équipe faisant partie de la ligue. Ces équipes s'affrontent au sein du club et le gèrent conjointement. Les noms d'équipe faisant référence aux boroughs de New York, ne reflètent pas nécessairement les résidences des patineuses d'une équipe en particulier.
- les Brooklyn Bombshells
- les Manhattan Mayhem
- les Queens of Pain
- le Bronx Gridlock

En plus de ces équipes, les GGRD possèdent des équipes « all-stars » qui jouent pour les matchs inter-ligues :
- Les Gotham Girls All-Stars qui reprend les meilleures joueuses de la ligue
- Les Wall Street Traitors et les Grand Central Terminators - les équipes reprenant les autres joueuses pour
- Les Diamond District - l'équipe de formation

## Historique des compétitions
En 2003 : Karin Bruce (dite Châssis Crass) et David « Lefty » Leibowitz, tentent chacun de leur côté de créer un club féminin de roller derby. Ils se rencontrent par le biais d'une annonce en ligne. Ils décident de travailler ensemble et forment les Gotham Girls Roller Derby. Les GGRD commencent le recrutement des patineuses et des entrainements hebdomadaire se mettent en place à l'Empire Roller Skating Center, une piste pour patins à Crown Heights (Brooklyn).
En 2004 : Les GGRD poursuivent le recrutement des patineuses, des arbitres et du personnel et organisent périodiquement des collectes de fonds. Les GGRD trouvent un nouveau lieu pour les entrainements au Skate Key dans le sud du Bronx. Les entrainements ont lieu deux fois par semaine au Skate Key et au Révérand Joseph Moffo une patinoire de roller hockey située dans le quartier chinois de New York. Les GGRD organisent leur premier tournoi exhibition intitulé le Beat Down in the Boogie Down. 600 spectateurs ont pu voir les Brooklyn Bombshells et le Manhattan Mayhem en découdre. Les Brooklyn Bombshells remportent le match, après prolongation.
En 2005 : Les GGRD lancent leur première saison complète de roller derby au Skate Key. Le club compte maintenant une liste de 20-25 patineuses et forme une troisième équipe à domicile, les Queens of Pain, créée après deux matchs entre Manhattan et Brooklyn. Les Queens of Pain sont invaincues durant toute la saison et deviennent les premières championnes du club GGRD et se voient décerner le Golden Skate GGRD Trophy après avoir vaincu le Manhattan Mayhem lors de la finale. De leur côté, les Gotham Girls All-Stars perdent leur premier match interclubs contre les Mad Rollin' Dolls de Madison (Wisconsin). Les GGRD tiennent leur premiers essais, sur plus de 100 patineuses, 24 sont acceptées pour la saison 2006.
En 2006 : Les Gotham Girls All-Stars participent au Dust Devil Tournament à Tucson, en Arizona, le premier tournoi sanctionné par la WFTDA, et se positionnent 11e au classement nationale. L'équipe est victorieuse contre Atlanta et Albuquerque, essuie des défaites contre Austin et Kansas City, et une défaite après un match interminable face à Madison.
Les GGRD forment leur quatrième équipe à domicile : le Bronx Gridlock. En mars, le Skate Key ferme de façon inattendue et les GGRD perdent leur lieu d'entrainement et de compétition, trois semaines avant l'ouverture de la saison 2006. Les GGRD lancent l'opération "Crashpad" qui consiste à parcourir les arrondissements de New York à la recherche d'une nouvelle salle. Tout au long de la saison, les entrainements du club se tiennent dans des lieux publics à l'extérieur, malgré la pluie, le froid, l'asphalte, et l'obscurité. Les lieux d'entrainement incluent le Tanahey Playground (Manhattan), le Dutch Kills Park (Queens), le Mafera Park (Queens), le Peter Field's (Manhattan), le Sara D. Roosevelt Park (Manhattan), le Stanley Isaacs Playground (Manhattan), des terrains de basket à West Side Highway sur la 78e (Manhattan), le William F. Passannante Ballfield (Manhattan), et le parking de Costco sur Vernon Boulevard à Astoria (Queens). Les matchs de la saison se jouent à guichets fermés au Schwartz Athletic Cente sur le campus de Brooklyn de l'université de Long Island et au Hunter College de Manhattan, avec un match supplémentaire de saison régulière (Queens vs Manhattan) qui s'est tenu à Seaford (Long Island), dans le cadre d'un unique face-à-face avec les Long Island Roller Rebels. Les Queens of Pain remportent le championnat GGRD pour la deuxième saison d'affilée, perdant face aux Brooklyn Bombshells en mai, mais victorieuses face au Bronx Gridlock et au Manhattan Mayhem (une fois en saison régulière et une fois en finale) pour remporter le trophée.
Pour le tournoi interclubs, la saison se termine par une victoire à Philadelphie et une défaite à Providence.
En 2007 : Les GGRD garantissent un lieu pour leurs entrainements et se félicitent de quatorze nouvelles patineuses. Les matchs de la saison ont lieu au City College de New York à Harlem avec deux matchs joués au Hunter College. Le Bronx Gridlock réalise une saison sans défaite et remporte le championnat GGRD dans une finale l'opposant aux Queens of Pain.
Dans le championnat interclubs, les Gotham Girls All-Stars commencent la saison avec une défaite face aux Carolina Rollergirls et une victoire sur les Windy City Rollers de Chicago. Gotham commence alors à mettre ses installations d'entraînement en place au Heartland Havoc pour recevoir le premier tournoi de la région Est de la WFTDA (en août, à Columbus, Ohio), et sont couronnés champions 2007 de la région de l'Est, avec une série de victoires face à Grand Rapids[Laquelle ?], Philadelphie, Chicago et Détroit. Au Texas Shootout (le championnat national 2007 de la WFTDA à Austin, Texas), les GGRD All-Stars sont éliminées au premier tour par le futur champion 2007 de la WFTDA, les Kansas City Warriors Roller. Les GGRD sont classés 5e au classement national de la WFTDA.
Les Gotham All-Stars finissent la saison avec des victoires interclubs face aux Rose City Rollers de Portland (Oregon) et les Rocky Mountain Rollergirls de Denver.
Dans un face-à-face interclubs en novembre, les Brooklyn Bombshells battent l'équipe all-stars des Long Island Roller Rebels et le Manhattan Mayhem bat l'équipe all-stars des New Jersey Dirty Dames (Nouveau-Brunswick, New Jersey).
En 2008 : les GGRD recrutent douze nouvelles patineuses. Huit matchs ont lieu à Hunter College de Manhattan, avec un double programme de match interclubs opposant Philadelphie aux Gotham's All Star et les Connecticut RollerGirls contre les Wall Street Traitors au Schwartz Athletic Center sur le campus de Brooklyn de l'université de Long Island.
En juin, les Gotham Girls All-Stars
En 2009 : Les GGRD commencent la saison interclubs en mars au Schwartz Athletic Center sur le campus de Brooklyn de l'université de Long Island. Les GGRD All-Stars battent l'équipe Boston Massacre du club Boston Derby Dames et les GGRD Wall Street Traitors battent les Suburban Brawl All-Stars du club Suburbia Roller Derby. Le reste des rencontres à domicile du club ont lieu au complexe sportif de Hunter College à Manhattan.
En avril, l'équipe All-Stars obtient sa quatorzième victoire à Baltimore face aux Charm City Rollergirls.
En mai, le Meatpacking District perd face aux Filles du Roi du Montréal Roller Derby.

## Radio-télédiffusion
En mai 2010, le club et le bureau du maire de la ville de New York ont annoncé que les matchs à domicile 2010 doivent être télédiffusés en différé sur NYC life, la station phare de NYC Media Group, la télévision officielle, la radio et le réseau en ligne de la ville de New York,.
La programmation de NYC life télédiffuse un calendrier élargi des Gotham Girls' pour voir des matchs cinq soirs par semaine sur la programmation de fin de soirée.
La série de huit matchs télévisés serait produite directement par les bénévoles du club. L'arrangement marque la première incursion du club dans la radio-télédiffusion.

## Championnat du club et prix
Chaque année en fin de saison, une des équipes de la ligue est déterminée meilleure équipe et la joueuse la plus utile du club est désignée par un sondage interne. Le prix C.A.N.T.S.L.E.E.P. (Crass Award for Never-Tiring Support for the League with Endless Enthusiasm and Positivity) nommé ainsi en l'honneur de la fondatrice du club Châssis Crass. En 2005, ce prix était appelé le "Miss GGRD", et il a été rebaptisé en 2006.
| Année | Champion            | MVP joueuse                                                                      | Meilleure jammeuse                                    | Meilleure bloqueuse      | Meilleure pivot                                               | Débutante de l'année    | Prix C.A.N.T.S.L.E.E.P.          |
| ----- | ------------------- | -------------------------------------------------------------------------------- | ----------------------------------------------------- | ------------------------ | ------------------------------------------------------------- | ----------------------- | -------------------------------- |
| 2005  | Queens of Pain      | Rippin' Kittin (Manhattan)                                                       | Rippin' Kittin (Manhattan)                            | Carmen Monoxide (Queens) | Ginger Snap (Manhattan)                                       | Non décerné             | Châssis Crass (Brooklyn)         |
| 2006  | Queens of Pain      | Suzy Hotrod (Queens)                                                             | Suzy Hotrod (Queens)                                  | Donna Matrix (Queens)    | Ana Bollocks (Queens)                                         | Bonnie Thunders (Bronx) | Ana Bollocks (Queens)            |
| 2007  | Bronx Gridlock      | Beyonsláy (Bronx)                                                                | (ex-æquo) Bonnie Thunders (Bronx) Cheapskate (Queens) | Beyonsláy (Bronx)        | Kandy Kakes (Bronx)                                           | Ani Dispanco (Brooklyn) | Ginger Snap (Bronx)              |
| 2008  | Queens of Pain      | Prix décerné : Le MVP All-Stars : Donna Matrix Le MVP Traitors : Lil' Red Terror | Bonnie Thunders (Bronx)                               | Fisti Cuffs (Manhattan)  | Sweet Sherry Pie (Manhattan)                                  | Em Dash (Manhattan)     | Stevie Kicks (Queens)            |
| 2009  | Bronx Gridlock      | Suzy Hotrod (Queens)                                                             | Bonnie Thunders (Bronx)                               | Fisti Cuffs (Manhattan)  | Sweet Sherry Pie (Manhattan)                                  | OMG WTF (Brooklyn)      | Greta Turbo (Queens)             |
| 2010  | Bronx Gridlock      | Bonnie Thunders (Bronx)                                                          | Bonnie Thunders (Bronx)                               | Donna Matrix (Queens)    | Papierschnitt (Brooklyn)                                      | B.Zerk (Bronx)          | Miss American Thighs (Manhattan) |
| 2011  | Brooklyn Bombshells | Bonnie Thunders (Bronx)                                                          | Bonnie Thunders (Bronx)                               | Donna Matrix (Queens)    | Papierschnitt (Brooklyn)                                      | Brazilian Nut (Queens)  | Punk You (Official)              |
| 2012  | Manhattan Mayhem    | Bonnie Thunders (All-Stars)                                                      | Bonnie Thunders (All-Stars)                           | Sexy Slaydie (Brooklyn)  | OMG WTF (All-Stars), Sweet Sherry Pie (Manhattan) (à égalité) | Slambda Phage (Bronx)   | nameLes (Brooklyn)               |
| 2013  | Queens of Pain      | Bonnie Thunders (All-Stars)                                                      | Bonnie Thunders (All-Stars)                           | Mick Swagger (Bronx)     | OMG WTF (All-Stars)                                           | D.A.R.Y.L (Manhattan)   | Anne Phetamean (Brooklyn)        |

## Numéros retirés
11 - Châssis Crass
En mai 2009, le club retire le numéro de la fondatrice des GGRD Châssis Crass.